# Нироб
Нироб (на руски: Ныроб) е селище от градски тип в Русия, разположено в Чердински район, Пермски край. Според преброяването от 2018 година населението на селището е 4803 души.